# Bahnbetriebswerk Kreuzberg

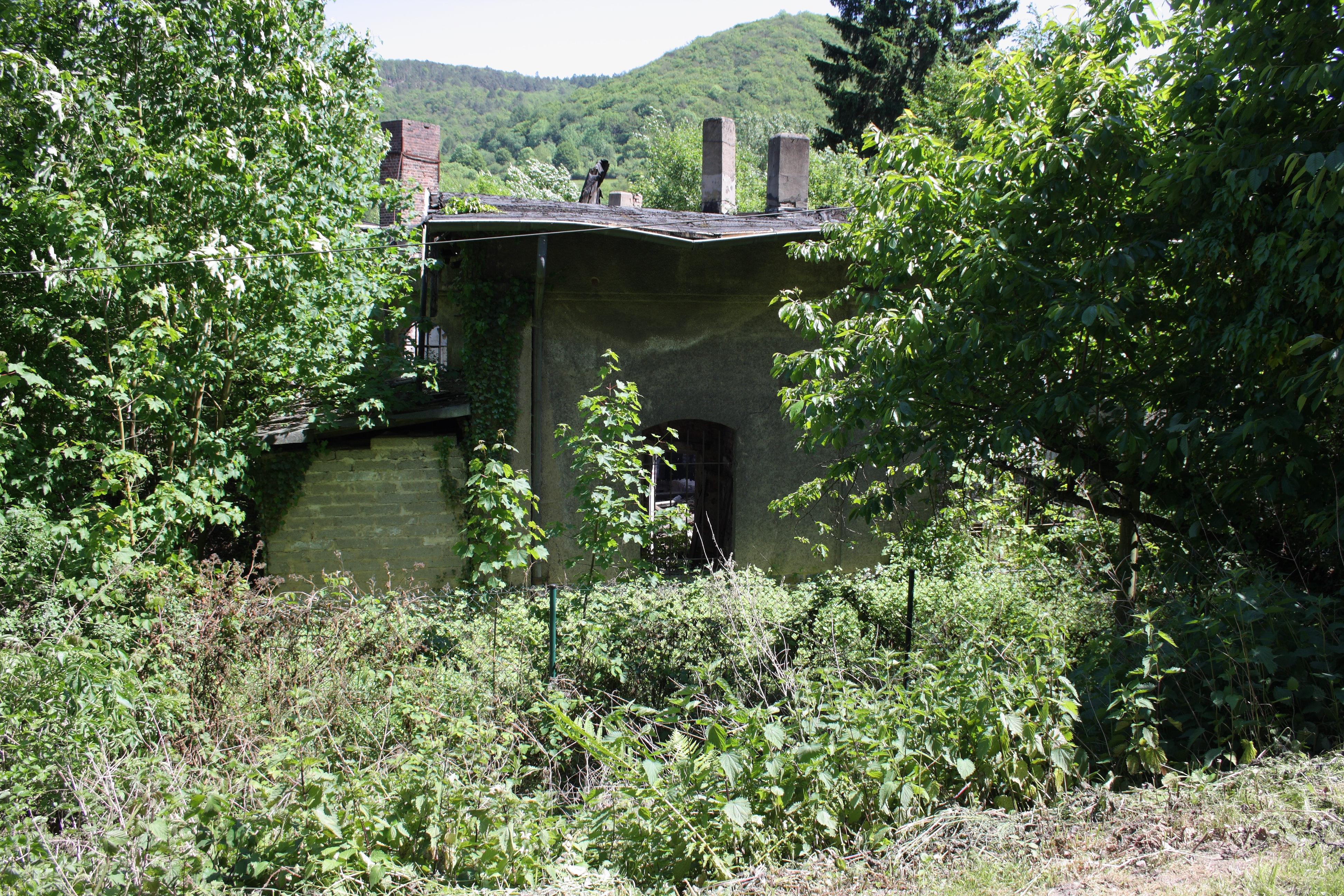
Bahnbetriebswerk in Kreuzberg

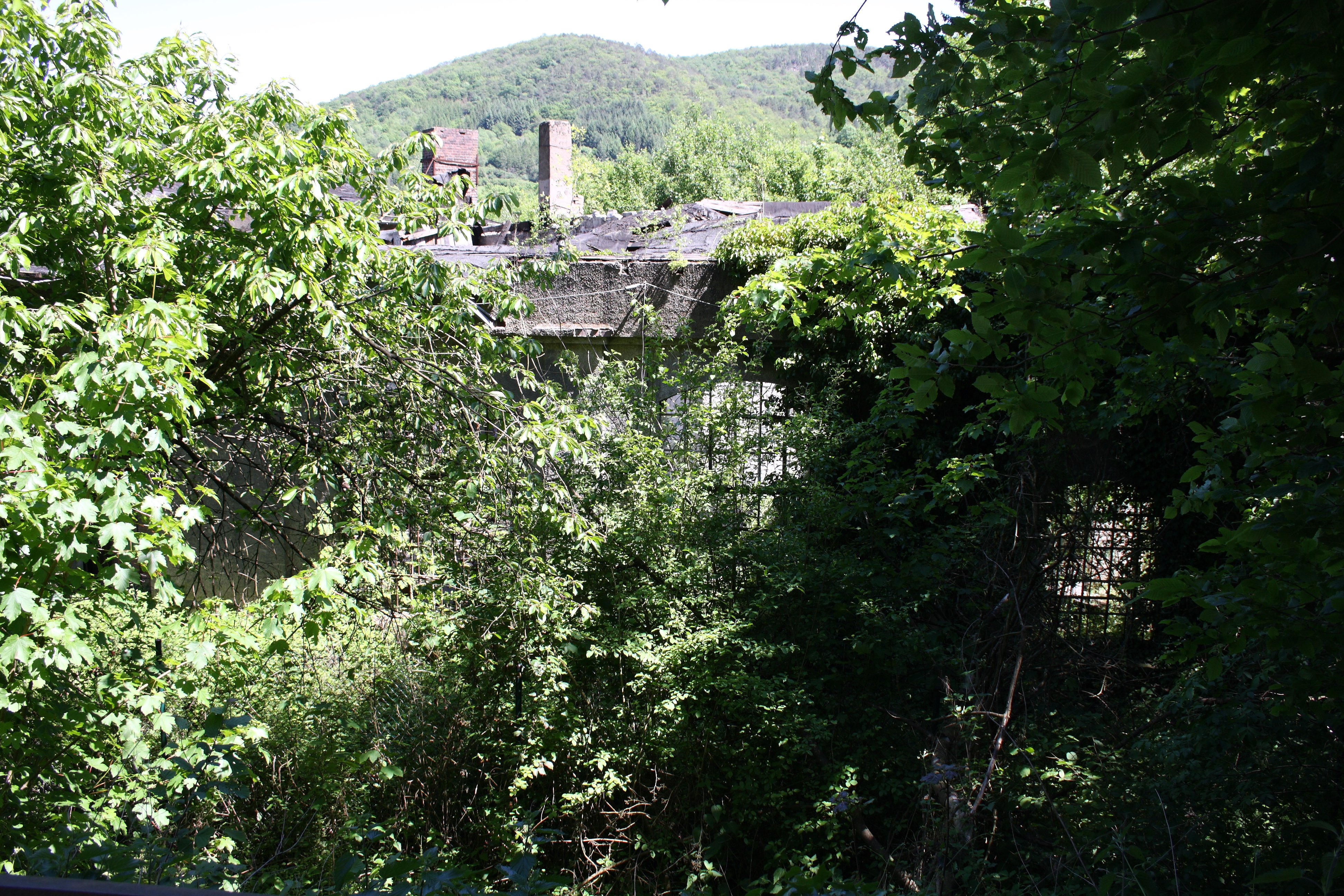
Verfallenes Betriebswerk

Das Bahnbetriebswerk (Bw) Kreuzberg befindet sich im Ortsteil Kreuzberg der Ortsgemeinde Altenahr. Es schließt an den Bahnhof Kreuzberg (Ahr) an und war von 1918 bis 1987 in Betrieb.

## Geschichte
Das Bahnbetriebswerk (Bw) entstand um 1918 in Kreuzberg, weil hier eine ausreichend große Fläche im sonst engen Ahrtal zur Verfügung stand. Im Rahmen der Militärstrategie war die Ahrtalbahn von Remagen bis Dümpelfeld zweigleisig ausgebaut und über Hillesheim in Gerolstein und Lissendorf (später zweigleisig) an die Eifelhauptbahn angebunden. Nach vierjähriger Bauzeit wurde die Strecke am 1. Juli 1912 eröffnet. Mit dem Bau der zweigleisigen Ruhr-Mosel-Entlastungsstrecke, die von Holzheim (b. Neuss) über Liblar und Rheinbach beim Abzw Rech in die Untere Ahrtalbahn einmünden sollte, wurde es als eines der großen Bahnbetriebswerk in der Eifel errichtet. Es hatte zeitweise über 100 Mitarbeiter.
Das Bw Kreuzberg wurde 1959 dienstlich Außenstelle des Bw Jünkerath, ab 1966 zusammen mit Jünkerath dem Bw Gerolstein unterstellt. Ab 1971 gehörte es als Außenstelle zum Bw Koblenz-Mosel.
Nach 1945 besaß das Bw nur noch regionale Bedeutung und wurde nach und nach zurückgebaut. Der letzte Wasserkran bestand für Sonderzüge mit Dampfloks noch bis 1974. Diese Loks der Baureihen 55, 86 und 93 waren Kreuzberger typisch.
Eine zunächst begonnene Nutzung als technisches Denkmal endete in den 1990er Jahren. Die Drehscheibe ist von der DB demontiert worden, ein Wasserkran und ein Kohlekran sollen sich in der musealen Aufarbeitung befinden. Die Anlage wurde dem Verfall preisgegeben und wegen Einsturzgefahr abgesperrt. Eine sinnvolle Nutzung des Geländes ist nach Ansicht von Anwohnern bisher an den hohen Kosten für die Sanierung des verseuchten Untergrundes gescheitert.

## Betriebsanlagen

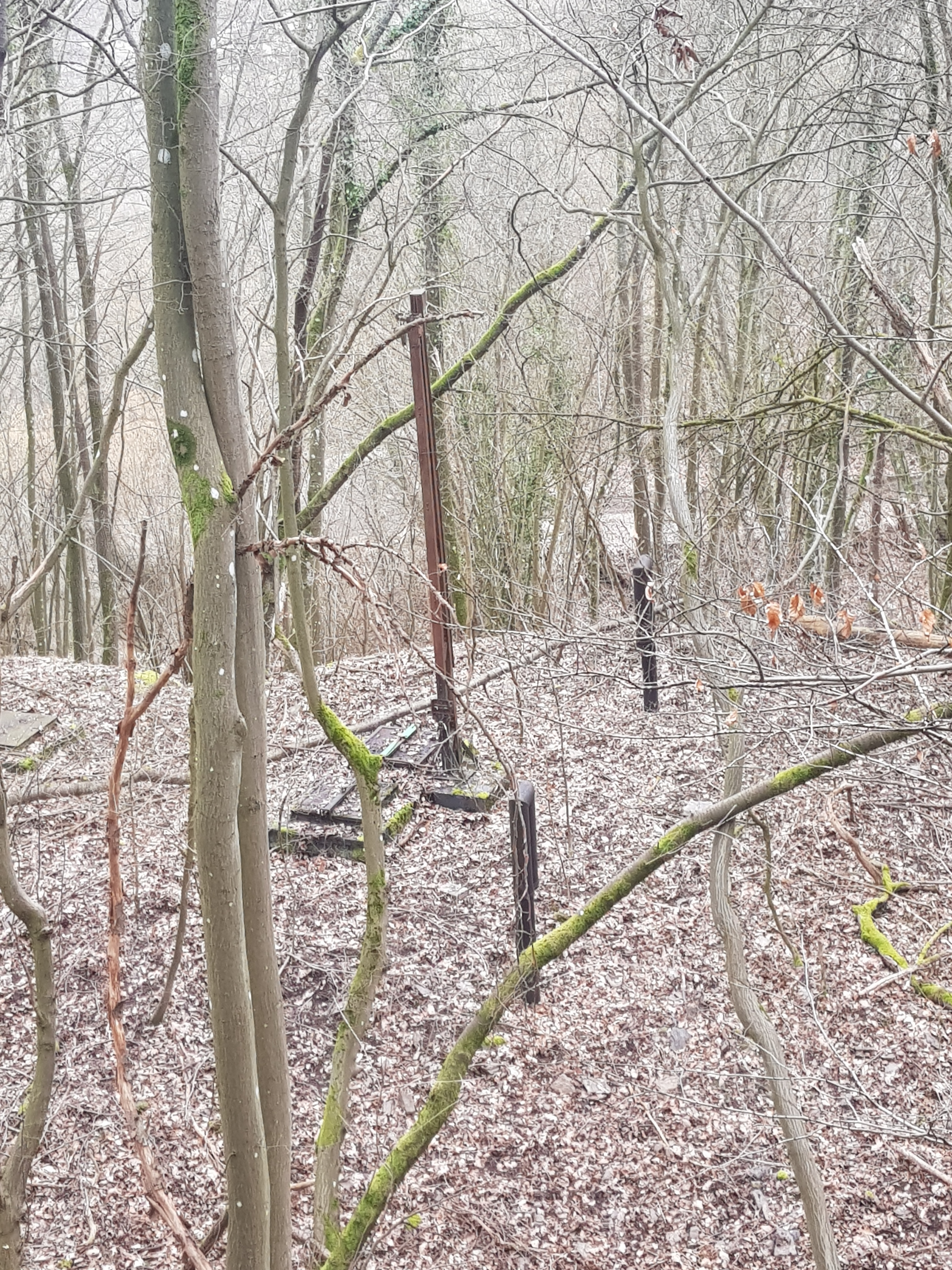
Ehemaliger Hochbehälter des Bahnbetriebswerkes am Ahrsteig im Hang vom Kotzberg

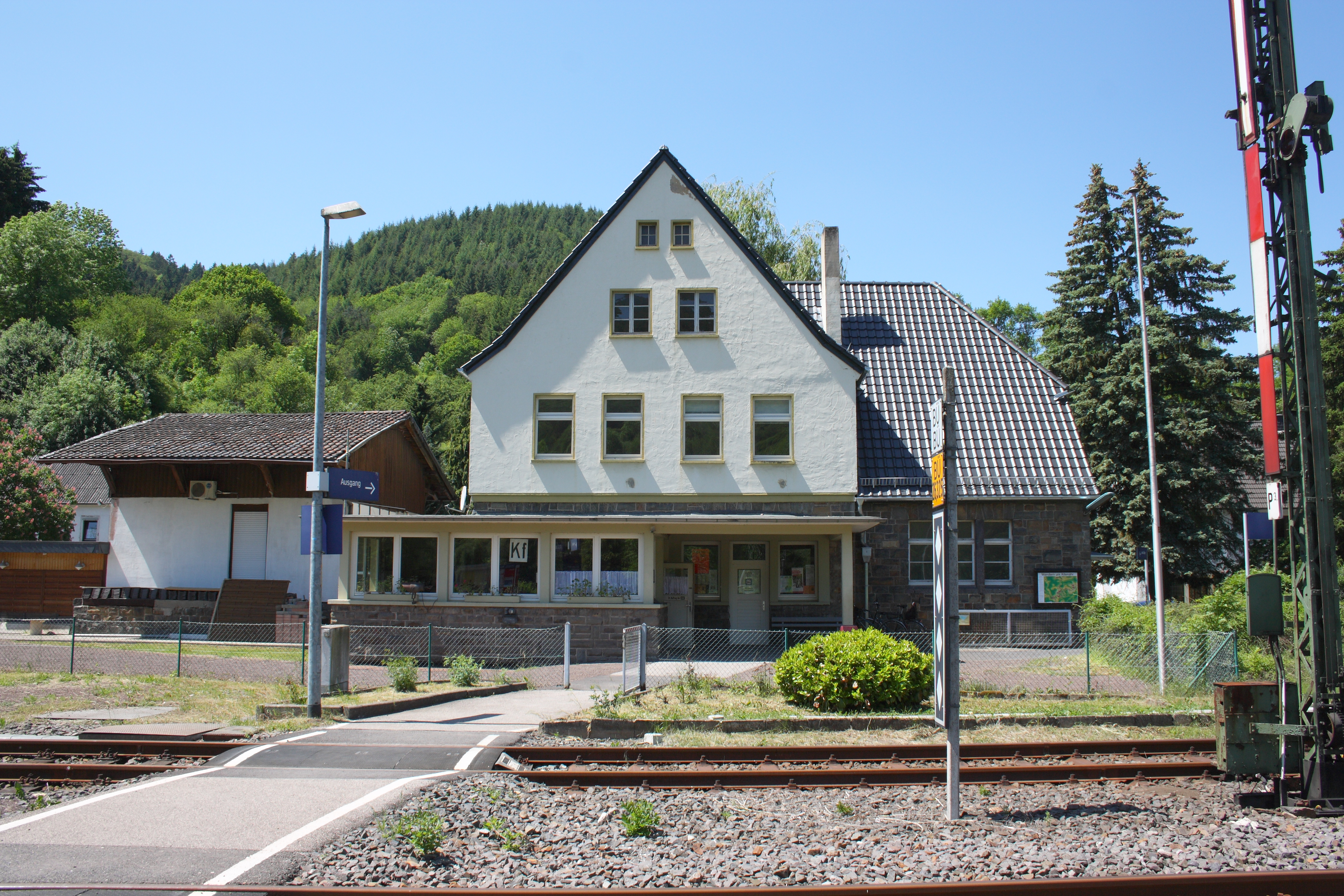
Bahnhof mit Stellwerk (2012)

Bahnhof und Betriebswerk erhielten ein großes Empfangsgebäude mit Güterschuppen, Ladestraße und Hochrampe sowie zwei Turmstellwerke. Ebenso Verwaltungs- und Übernachtungsgebäude, Werkmeisterei, Lager und eigene Trafostation. Für die Wasserversorgung der Dampfloks wurden ein Pumpenhaus an der Ahr, ein Hochbehälter am Hang des Kotzbergs und fünf Wasserkräne an den Gleisen gebaut. Dabei erhielt Kreuzberg eine zentrale Wasserversorgung. Es entstand eine Eisenbahnersiedlung. Den Dampflokomotiven wurden per Drehkran mit Hunten die Kohle nachgefüllt. Die Ausschlackgrube nahm die Verbrennungsrückstände wie Schlacke und Lösche auf, die abtransportiert und weiterverwendet wurden. 
Mit einem Drehscheibendurchmesser von 20 Metern war das Bahnbetriebswerk für die damals größte Güterzuglokomotive ausgelegt. Es besaß einen Ringlokschuppen mit neun Ständen und fünf Stände im Freien. Jedes der neun Schuppengleise hatte eine Untersuchungsgrube, zusätzlich gab es eine Achssenke. In einem großen Anbau waren Lokleitungs- und Werkstätten untergebracht. 
Ein Tanklager mit Zapfsäulen wurde 1962 auf dem nördlichen Ende des Kohlenbansens für die nun hier stationierten Diesellokomotiven V 100 errichtet. Diese übernahmen die gesamten Personenzüge, später auch die Güterzüge. So waren die Diesel- und Dampflokanlagen zeitweise nebeneinander im Bw Kreuzberg vorhanden. Die ebenfalls dieselgetriebenen Schienenbusse VT 98 wurden bereits seit 1952 auf der Ahrtalbahn eingesetzt.